# Gelber Fleck (Auge)

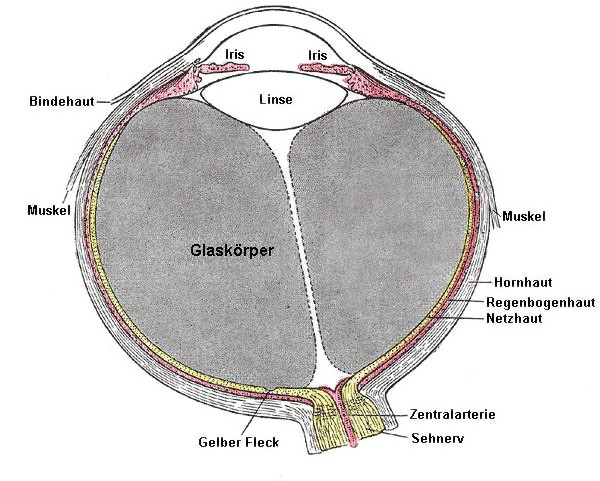
Position des Gelben Flecks (Horizontalschnittbild, der Sehnerv zeigt zur Nase).

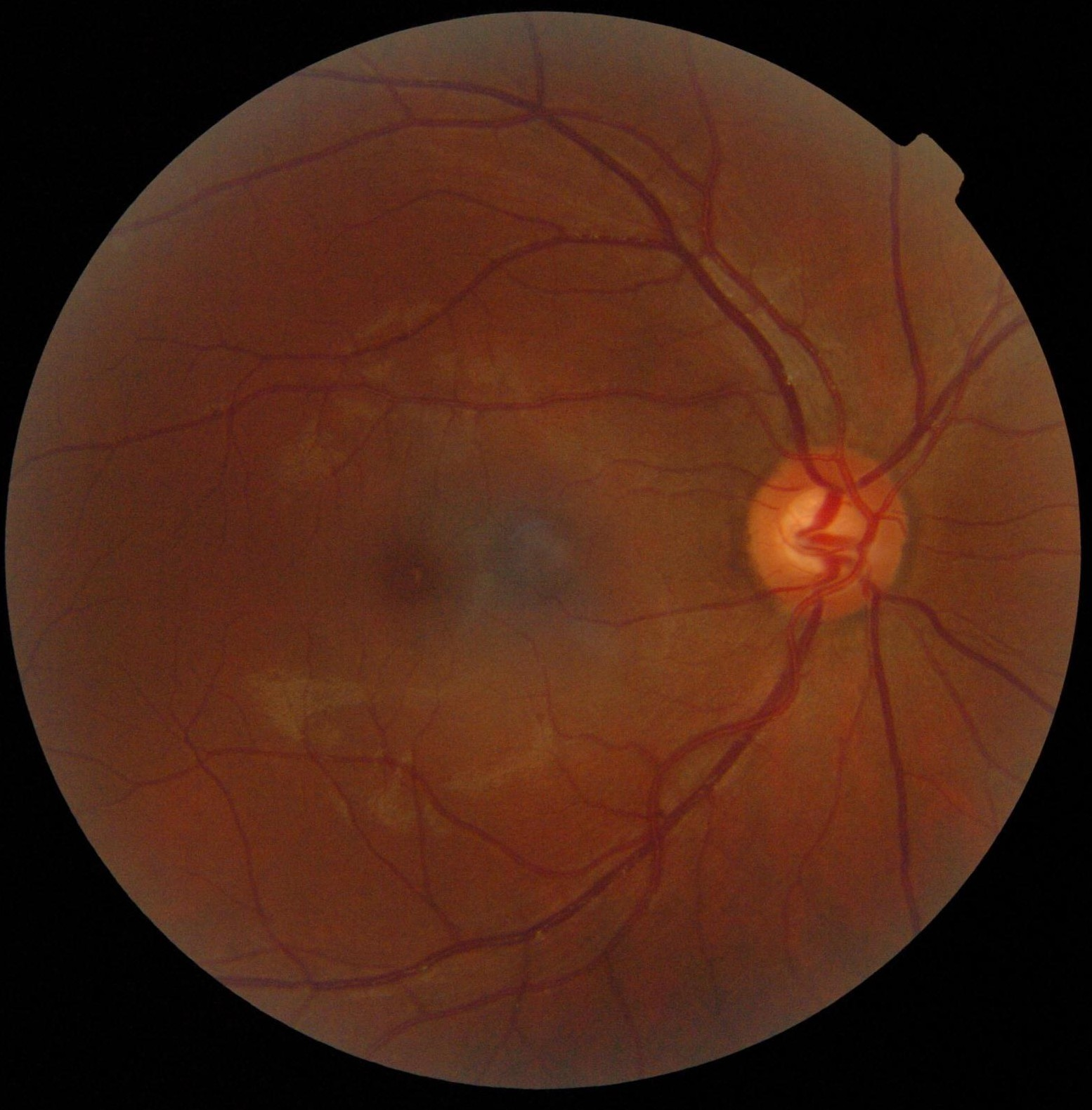
Ansicht des Augenhintergrundes bei der Augenspiegelung mit dem gelben Fleck (Macula lutea) etwa in Bildmitte. Rechts davon die hell aufscheinende Sehnervenpapille.

Als Gelber Fleck, lateinisch Macula lutea, kurz Macula oder Makula [ˈmaːkula], wird ein eng umschriebenes Areal im hinteren, zentralen Bereich der Netzhaut bezeichnet, durch das die Sehachse verläuft und in dessen Mitte die Verteilung farbempfindlicher Sinneszellen (Zapfen) ihre größte Dichte erreicht. Das Zentrum der Makula bildet die Sehgrube Fovea centralis mit der Foveola; der sie umgebende Randbereich wird Parafovea und, weiter peripher, Perifovea genannt. Abhängig von der perifovealen Abgrenzung wird der Durchmesser des gelben Flecks beim erwachsenen Menschen mit etwa 3 mm bzw. rund 5 mm angegeben.
Die Färbung des Areals wird u. a. durch in die Netzhaut eingelagerte Pigmente (Lutein und Zeaxanthin) hervorgerufen, ist jedoch beim Lebenden wenig auffällig. Die erste anatomische Beschreibung als „gelber Fleck“ (macula lutea) stammt von Samuel Thomas von Soemmerring, der sich 1791 auf Sektionsbefunde beim Menschen stützte.
Etwa 15° nasal (nasenwärts) der Macula lutea liegt die – bei Spiegelung des Augenhintergrunds auffallend hell erscheinende – knapp 2 mm große Sehnervenpapille, im Gesichtsfeld die Ursache des Blinden Flecks. Hier befinden sich keine Sehzellen, da an dieser Stelle die innenseits verlaufenden Nervenfasern der Ganglienzellen der Netzhaut das Auge gebündelt als Sehnerv verlassen, die aus der Makularegion schläfenseitig. Daneben treten hier die Zentralarterie und die Zentralvene in das Auge ein bzw. aus (siehe Abbildung).

## Aufbau und Funktion

Das Netzhautareal der Macula lutea wird in Zonen um die Fovea centralis unterschieden.

Die Sehachse des Auges verläuft durch den gelben Fleck, wobei das projizierte Bild in der Regel auf den trichterförmig eingesenkten zentralen Netzhautbereich fällt, der auch als „Sehgrube“ oder Fovea bezeichnet wird. Hier sind die inneren Schichten der Netzhaut seitwärts verlagert, sodass die Sinneszellen im Zentrum – fast ausschließlich Zapfenzellen des M- und L-Typs – von dem einfallenden Licht ohne Streuung durch darüberliegende Zellschichten erreicht werden können.
- Im Bereich der trichterförmig vertieften Fovea centralis mit etwa 1,5 mm Durchmesser liegt die Stelle für die höchste Sehschärfe, denn dort ist die feinste räumliche Auflösung möglich. In dichtester Packung liegen hier besonders schlank gebaute Zapfen, von denen die meisten 1:1 auf die zugeordnete retinale Ganglienzelle verschaltet sind. Diese kleinsten rezeptiven Felder finden sich vornehmlich in der nur etwa 0,35 mm durchmessenden Foveola (lateinisch für „Grübchen“) inmitten der Fovea.
- In dem umgebenden etwa 0,5 mm schmalen Ring der Parafovea sind zunehmend mehr Stäbchen vorhanden und das Verhältnis Zapfen zu Stäbchen beträgt rund 1:1.
- Die äußerste Randzone der Makula wird auch Perifovea genannt. Sie enthält erheblich weniger Zapfen und grenzt an den Bereich der höchsten Stäbchendichte in der Netzhaut. Wird die perifoveale Zone nicht als schmaler Ring mit 3 mm Außendurchmesser abgegrenzt, sondern ein etwa 1,5 mm breiter Rand angenommen, ergibt sich ein Gesamtdurchmesser von etwa 5,5 mm für die Macula lutea.

Außerhalb der Makula nimmt die Häufigkeit von Zapfen in der peripheren Netzhaut rasch ab. Auf die gesamte Netzhaut bezogen beträgt das Verhältnis von Zapfen zu Stäbchen etwa 1:20 (6 Millionen Zapfen stehen 120 Millionen Stäbchen gegenüber).
Durch die Augenbewegung werden ständig wechselnde Bereiche der Umgebung auf die Fovea projiziert. Der Eindruck eines scharfen Gesamtbildes entsteht in den der Netzhaut nachgeschalteten Instanzen des Gehirns.

## Erkrankungen
- Makuladegeneration
- Juvenile Makula-Degeneration
- Vitelliforme Makula-Degeneration
- Retinopathia centralis serosa
- Makulaektopie
- Diabetische Makulopathie
- Makulaödem
- Makuläre Teleangiektasie
- Foveahypoplasie